# Massacre de Verden
La massacre de Verden, esdevinguda el 782 a Verden, fou una execució en massa de saxons revoltats contra la conversió forçosa al cristianisme. Fou duta a terme per ordre de Carlemany, rei dels francs. Fou un dels episodis de les guerres saxones.

## Massacre
Segons els Annals del Regne dels Francs, que són la principal font històrica sobre aquests fets, després de l'esclat d'una rebel·lió contra els francs a Saxònia el 782, capitanejada pel duc Widukind, i la posterior derrota calamitosa dels francs en la batalla de Süntel, Carlemany envaí les terres dels saxons amb un nou exèrcit. Arrasà tot el que trobava fins que arribà al riu Weser, on exigí als nobles saxons que li lliuressin els participants més actius en la rebel·lió o que exterminaria tothom. Els nobles, convençuts que tota resistència seria fútil, portaren 4.500 persones al campament dels francs, on foren totes decapitades per ordres de Carlemany. Després de rebre els juraments de l'elit saxona, el rei dels francs s'endugué al seu exèrcit de tornada a Diedenhofen.
Tanmateix, aquesta acció intimidatòria no fou suficient per sufocar la revolta. En resposta a la rebel·lió, Carlemany promulgà la Capitulatio de partibus Saxoniae. A més a més, les victòries dels francs en les batalles de Detmold i del Hase i la nova devastació de Saxònia el 784 i 785 acabaren forçant Widukind a rendir-se a Carlemany i ser batejat, cosa que posà fi a la revolta dels saxons.

## Interpretació
Des de la dècada del 1930, historiadors alemanys han provat de rentar la imatge de Carlemany en relació amb aquests fets. Entre altres coses, han suggerit que els copistes medievals cometeren errors a l'hora de transcriure les fonts sobre els esdeveniments: segons aquesta opinió, el verb llatí delocabat (‘traslladava’) fou substituït erròniament per decollabat (‘decapitava’). Un punt de vista intermedi és que alguns saxons foren executats a Verden, però la majoria foren traslladats al reialme franc. Alguns historiadors moderns donen suport a aquesta última interpretació.

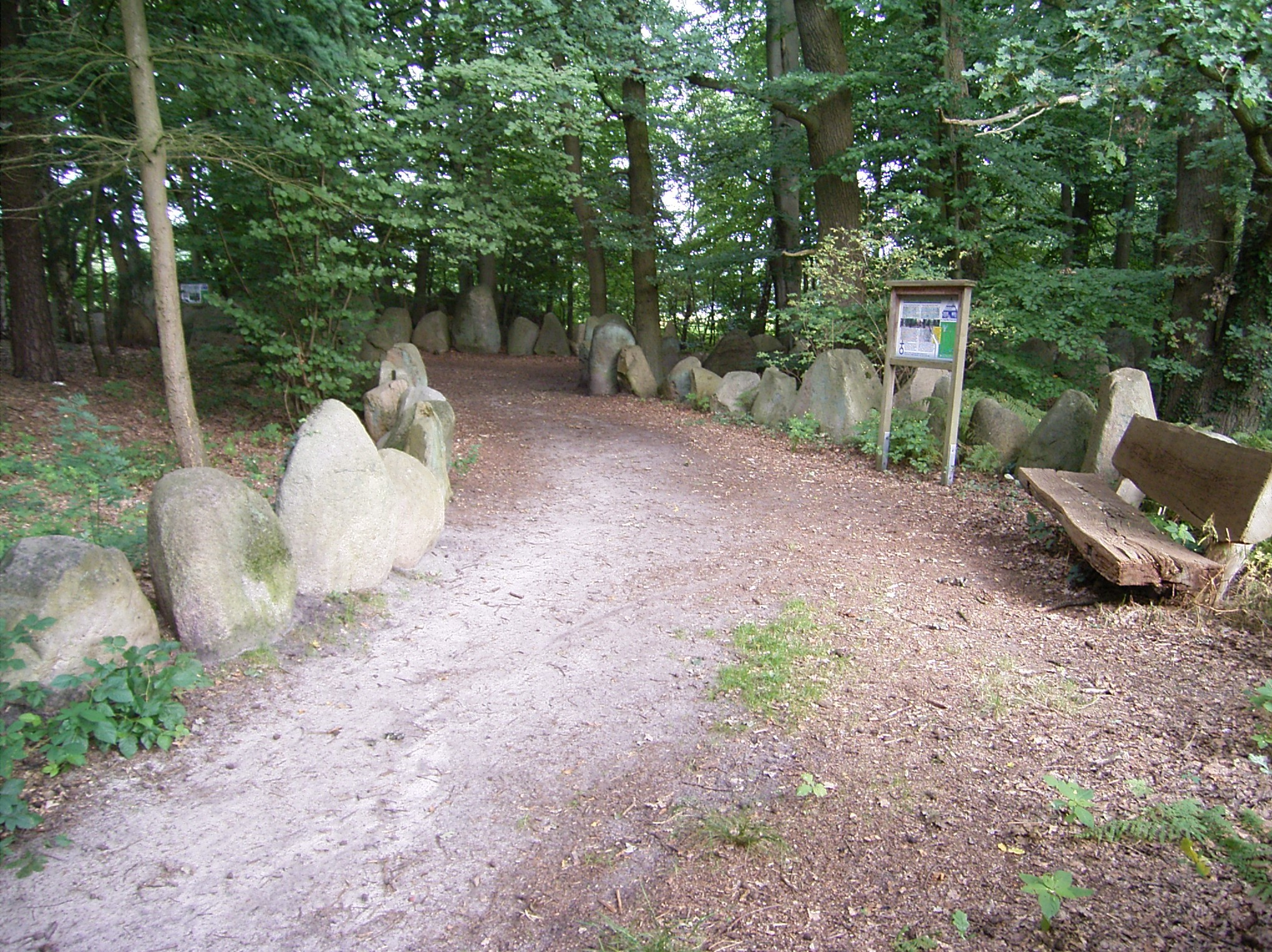
Memorial a Verden

## Memorial a Verden
El 1935, per ordre de Heinrich Himmler, es construí a Verden un memorial en record de les víctimes de la massacre de Verden. Es compon de 4.500 pedres erectes sense esculpir i és considerat una de les últimes obres de pseudoarqueologia que encara perduren a l'Europa occidental.